# Сергеј Бупка
Сергеј Назарович Бупка (укр. Сергій Назарович Бубка; Луганск, 4. децембар 1963) је бивши совјетски и украјински атлетичар у дисциплини скок с мотком. Освојио је 6 узастопних Светских првенстава у атлетици, злато на Олимпијским играма 1988. и 35 пута је постављао светске рекорде у скоку мотком (17 пута на отвореном и 18 пута у дворани). Први је атлетичар који је прескочио 6 метара.
Држао је светски рекорд у скоку с мотком на отвореном са 6,14 метара, који је поставио 31. јула 1994. у Сестријереу, до 17. септембра 2020. када је Швеђанин Арманд Дуплантис прескочио 6,15 метара. Светски рекорд у дворани од 6,15 метара, који је поставио 21. фебруара 1993. у Доњецку, прешао је Француз Рено Лавилени 2014. године када је прескочио 6,16 метара.
Представљао је Совјетски Савез до његовог распада 1991. Бубка је два пута проглашен спортистом године од стране Track & Field News, а 2012. је био један од 24 спортиста који су инаугурациони чланови Куће славних Међународне асоцијације атлетских федерација.

## Биографија
Сергеј Бупка је рођен и одрастао у градићу Луганск. Његов отац је био војник, а мајка медицинска сестра. Бупка је изјавио да ниједно од њих двоје није било активно у спорту. Старији брат Василиј Бупка је такође био скакач мотком и наступао је за Совјетски Савез и Украјину. Сергеј је имао такмичарски дух који је каналисао у неколико спортова, све док није упознао тренера скока мотком Виталија Петрова. Са овом дисциплином је почео да се бави у 11. години, када је ушао у Дечју и омладинску спортску школу Динамо у Ворошиловграду, где га је тренирао Петров. Године 1978, са 15 година, Бупка се преселио у Доњецк са Петровим, где је имао боље услове за тренинг.

### Спортска каријера
Сергеј Бупка је у свет међународних атлетских такмичења ушао 1981. учешћем на Европском првенству у атлетици за јуниоре, где је освојио 7. место. Али тек је Светско првенство у атлетици 1983. у Хелсинкију било улаз у свет најбољих атлетичара, на ком је релативно непознати Бупка освојио златну медаљу скоком од 5,70 м.
Светски рекорд је први пут оборио скоком од 5,85 метара 26. маја 1984, а побољшао га је следеће недеље на 5,88 m, а месец дана касније је прескочио 5,90 м. Бубка је буквално доминирао у овој дисциплини, али није имао среће да освоји злато на Летњим олимпијским играма 1984. у Лос Анђелесу јер је Совјетски Савез бојкотовао те Игре. Злато на играма у Лос Анђелесу освојио је Француз Пјер Кинон.
Бупка је прескочио 6,00 метара 13. јула 1985. у Паризу, а та висина се дуго сматрала недостижном и том приликом је поправио лични рекорд за 6 м. Злато освојено у Хелсинкију одбранио је 1987. на Светском првенству 1987. у Риму, а једино олимпијско злато Бупка је освојио на Играма у Сеулу 1988. Бупка је 15. марта 1991. у Сан Себастијану прескочио висину од 6,10 м и за сада је једини спортиста коме је то успело. Злато освојено у Хелсинкију и Риму је одбранио на Светском првенству 1991. у Токију. Олимпијске игре 1992. у Барселони су биле велико разочарање јер из 3 покушаја није прескочио 5,30 м и остао је без медаље. Актуелни светски рекорд у скоку мотком у дворани поставио је 21. фебруара 1993. у Доњецку, а светски рекорд на отвореном од 6,14 м 31. јула 1994. у Сестријереу. Четврто злато на светским првенствима освојио је на Светском првенству 1993. у Штутгарту, а пето две године касније на Светском првенству 1995. у Гетеборгу. Због повреде пете није бранио златну медаљу на Летњим олимпијским играма 1996. у Атланти. Последње, шесто злато на на светским првенствима освојио је 1997. на првенству у Атини. Бупка је учествовао на Олимпијским играма у Сиднеју, али је испао након 3 неуспешна покушаја на висини 5,70 m. Професионалну спортску каријеру окончао је 2001.

## Развој светског рекорда
| Висина | Датум               | Место      |
| ------ | ------------------- | ---------- |
| 6,14   | 31. јул 1994.       | Сестријере |
| 6,13   | 19. септембар 1992. | Токио      |
| 6,12   | 30. август 1992.    | Падова     |
| 6,11   | 13. јун 1992.       | Дижон      |
| 6,10   | 05. август 1991.    | Малме      |
| 6,09   | 08. јул 1991.       | Формио     |
| 6,08   | 09. јун 1991.       | Москва     |
| 6,07   | 06. мај 1991.       | Шизуока    |
| 6,06   | 10. јул 1988.       | Ница       |
| 6,05   | 09. јун 1988.       | Братислава |
| 6,03   | 23. јун 1987.       | Праг       |
| 6,01   | 08. јун 1986.       | Москва     |
| 6,00   | 13. јун 1985.       | Париз      |
| 5,94   | 31. август 1984.    | Рим        |
| 5,90   | 13. јул 1984.       | Лондон     |
| 5,88   | 02. јун 1984.       | Париз      |
| 5,85   | 26. мај 1984.       | Братислава |

| Висина | Датум             | Место          |
| ------ | ----------------- | -------------- |
| 6,15   | 21. фебруар 1993. | Доњецк         |
| 6,14   | 13. фебруар 1993. | Лијевен        |
| 6,13   | 22. фебруар 1992. | Берлин         |
| 6,12   | 23. фебруар 1991. | Гренобл        |
| 6,11   | 19. март 1991.    | Доњецк         |
| 6,10   | 15. март 1991.    | Сан Себастијан |
| 6,08   | 9. фебруар 1991.  | Волгоград      |
| 6,05   | 17. март 1990.    | Доњецк         |
| 6,03   | 11. фебруар 1989. | Осака          |
| 5,97   | 17. март 1987.    | Торино         |
| 5,96   | 15. јануар 1987.  | Осака          |
| 5,95   | 28. фебруар 1986. | Њујорк         |
| 5,94   | 21. фебруар 1986. | Инглвуд        |
| 5,92   | 8. фебруар 1986.  | Москва         |
| 5,87   | 15. јануар 1986.  | Осака          |
| 5,83   | 10. фебруар 1984. | Инглвуд        |
| 5,82   | 1. фебруар 1984.  | Милано         |
| 5,81   | 15. јануар 1984.  | Вилнус         |

## Светска првенства у атлетици
- Светско првенство Хелсинки 1983 - 5,70 м
- Светско првенство Рим 1987 - 5,85 м
- Светско првенство Токио 1991 - 5,95 м
- Светско првенство Штутгарт 1993 - 6,00 м
- Светско првенство Гетеборг 1995 - 5,92 м
- Светско првенство Атина 1997 - 6,01 м